# Seneb
| s | n · b |

| s | n · b |

Seneb byl vysoce postaveným úředníkem ve starověkém Egyptě asi za vlády Chufua a Radžedefa. Seneb byl osobností značného významu a bohatství, vlastnil tisíce kusů dobytka, dvacet paláců a mnohé náboženské tituly. Byl ženatý s vysoce postavenou kněžkou jménem Senetites, se kterou měl tři děti (syna a dvě dcery). Jeho úspěšná kariéra a bohatství svědčí o zvláštním postavení liliputánů ve starověkém Egyptě.

## Objev a umístění Senebovy hrobky

Mapa nekropole v Gíze. Senebova hrobka byla nalezena na západním hřbitově (West Field)

Seneb byl pohřben v jedné mastabě v západním poli v Gíze. Byla objevena německým archeologem Hermannem Junkerem roku 1926. Hrobka se nachází poblíž hrobky dalšího trpaslíka, Pernianchu, který mohl být Senebovým otcem. Jeho datování bylo dlouho nejisté, ale nyní je připisováno k vládě Radžedefa. Seneb a jeho žena Senetites sdíleli pravděpodobně stejnou hrobku, ale po tělech nezůstaly žádné stopy,  hrobka byla dávno vyrabována, stejně jako většina ostatních v Gíze.

## Socha Seneba a jeho rodiny
Socha zobrazuje Seneba a jeho manželku, jak sedí vedle sebe se svými dětmi. Seneb je zobrazen se zkříženýma nohama, v poloze charakteristické pro písaře. Jeho nohy a ruce jsou výrazně kratší. Vedle něj sedí jeho manželka Senetites, objímajíc jej. Je zobrazena s mírným úsměvem.

Dvě z jejich tří dětí, chlapec a dívka, stojí pod Senebem, přesně na místě, kde by se nacházely Senebovy nohy, byly-li by běžné velikosti. Děti jsou zobrazeny nahé s prsty v ústech a loknami dětství. Jejich třetí dítě zde nebylo vyobrazeno pravděpodobně z důvodu symetrie. 

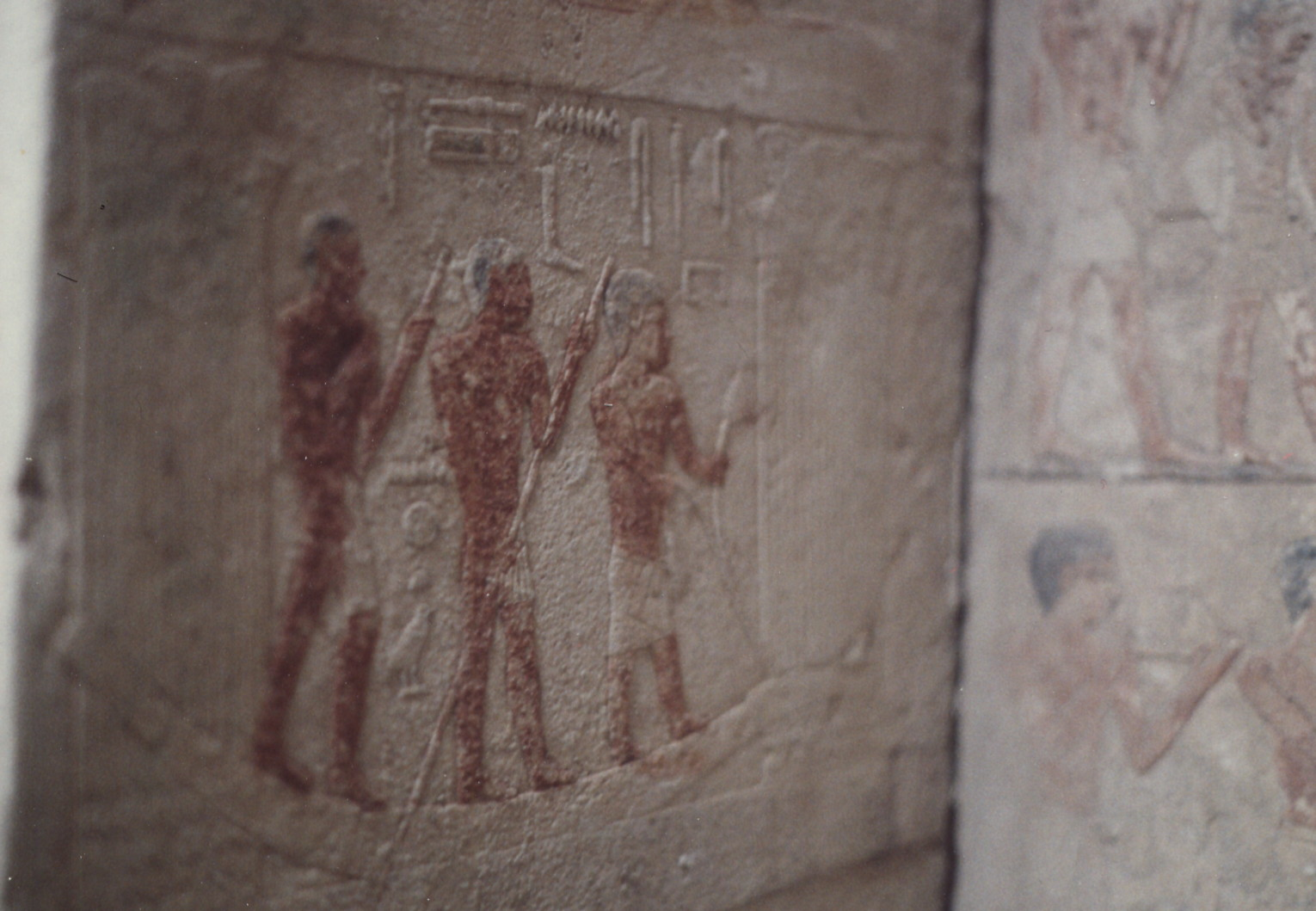
Seneb na loďce

Jeho děti byly pojmenovány podle králů. Syn se jmenoval Radžedef-Anch („Ať žije Radžedef“), nejstarší dcera byla Au-Jib-Chufu („Chufu je šťastný“) a mladší dcera Semeret-Radžedef („Společnice Radžedefa“). Děti jsou na soše zobrazeny v běžné velikosti, což může naznačovat, že růstovou poruchu svého otce nezdědily.

## Role a postavení
Senebovo jméno (snb) znamená „zdravý“ – možná mu ho dala jeho matka, toužíc, aby její dítě přežilo.
Ve starověkém Egyptě nebyli liliputáni odsuzováni. Řada liliputánů naopak získávala mnohé prestižní hodnosti a bohaté hrobky v blízkosti svých králů. Jeho tituly naznačují, že mohl zahájit svou kariéru jako úředník odpovědný za královské prádlo a možná i domácí zvířata. Měl také nějaké kněžské tituly. Podílel se na pohřebních obřadech faraonů Chufua a Radžedefa. Jeho žena Senetites byla rovněž vysoce postavenou kněžkou bohyně Hathor a Neit.